# 冷港之役
冷港之役（英語：Battle of Cold Harbor）是1864年5月31日至6月12日期間在弗吉尼亞州爆發的一場戰役，是南北战争的一部分。當時尤利西斯·格兰特下令聯邦軍進攻邦聯軍將領羅伯特·E·李固守的防御阵地，結果造成数以千计的聯邦軍士兵阵亡或受伤。